# Merckelbach

Wappen Merckelbach

Merckelbach ist der Name eines deutsch-niederländischen Adelsgeschlechtes (Ministerialadel). Ihr Stammsitz ist das Dorf Merkelbeek, heute Ortsteil von Beekdaelen in der Provinz Limburg in den Niederlanden. 

## Geschichte
Die Geschichte der Familie Merckelbach geht zurück auf Reynart Huyne von Merckelbeich, Sohn des Ritters Jan Huyn des Älteren. Während der Brabanter Fehde kämpfte er 1371 zusammen mit seinem Vater und seinem Bruder Jan für den Herzog Wenzel I. von Luxemburg gegen den Herzog Wilhelm II. von Jülich in der Schlacht von Baesweiler. Sie wurden gefangen genommen und mit dem Herzog in der Burg von Nideggen eingesperrt. Nach Zahlung eines Lösegeldes ließ man sie frei. 1374 wurde Reynart durch den Herzog mit der Belehnung von Haus Merckelbach belohnt. Seitdem nennt sich die Familie von Merckelbach. Reynart war mit Katharina von Doenrade verheiratet und hatte drei Kinder.
Heynrich Huyn von Merckelbach, Reynart Huynes Sohn, wurde Schultheiß und Amtmann der Herrlichkeit Frechen bei Köln. Er war in zweiter Ehe verheiratet mit Druytgen von Baer, Tochter des Peter von Baer aus Köln. Die Ehe war jedoch nicht glücklich und wurde 1455 nach einem achtjährigen Prozess vor dem Kölner Kurfürsten Erzbischof Dietrich annulliert.
Leenart von Merckelbach, Heynrichs Sohn, erbte das Amt in Frechen und besaß 1463 den Hof "zo Dauwe" in der Huntzgassen in Köln. Er war mit Grete Palant verheiratet, Tochter des begüterten Kölner Klerikers Reinhart von Palant. 

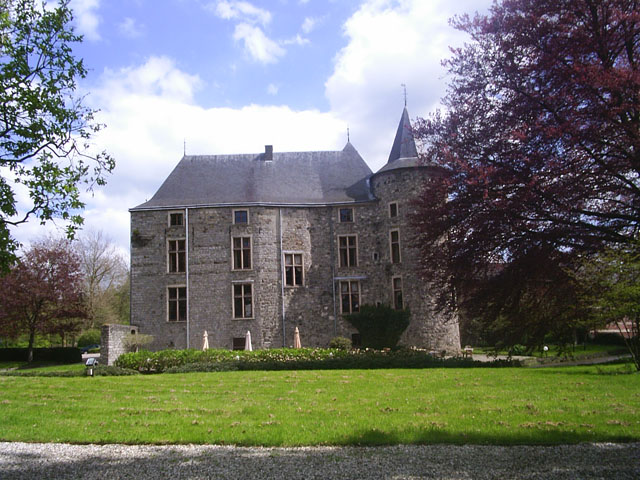
Das Kastell Wittem

### Wittemer Linie
Eymond von Merckelbach, Leenhardts Sohn, war Rentmeister der Herrschaft Wittem in Limburg, die 1466 von Diederik von Palant, offenbar einem Verwandten seiner Mutter, erworben worden war. Er war mit Adelheid von Mechelen verheiratet.
Sein Sohn Johann von Merckelbach war 1486 Rentmeister des Emont von Palant auf Burg Maubach und dem Wasserschloss Engelsdorf. 
Dessen Sohn Heynrich von Merckelbach war Rentmeister des Johann Palant-Wittem und wurde 1521 als Schöffe in Sittard genannt.
Dessen Nachfahren Simon Merckelbach (1751–1815) gelang es 1807 mit Unterstützung seines Schwiegervaters Johann Gerhard Schervier, das Kastell Wittem mit dem zugehörigen Gute vom französischen Staat zu erwerben. Er modernisierte das Anwesen, erweiterte es durch eine Posthalterei und wohnte dort bis zu seinem Tode 1815. Bis ins 20. Jahrhundert blieb Wittem in Familienbesitz.

### Soester Linie

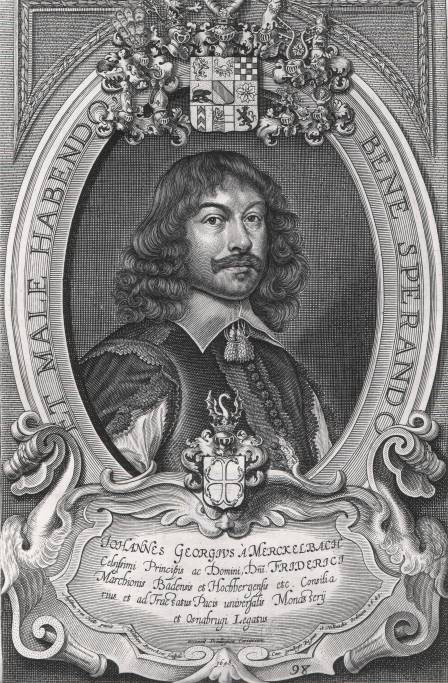
Johann Georg von Merckelbach 1648

Ein zweiter Sohn Eymonds und Adelheids hieß Reinhard von Merckelbach († nach 1562). Er war 1536–1549 Rentmeister der Herrschaft Dahlen. Mit seiner Frau Maria von Wirtzen (von Wirth) hatte er vier Söhne: Gottfried, Peter, Heinrich und Thomas. 
Gottfried von Merckelbach († 1571) zog 1563 nach Soest, wurde dort Stadtsekretär und heiratete 1566 Agathe Deppe, Tochter des Bürgermeisters Thomas Deppe, mit der er zwei Söhne, Goswin und Thomas, hatte. Nach seinem Tod übernahm sein Bruder Peter die Position des Stadtsekretärs und wurde Ratsherr und Zisemeister.
Goswin Merckelbach (1569–1641) war Doktor der Rechte. 1604 wurde er Bürgermeister der Stadt Soest und 1629 Kanzler des Herzogtums Braunschweig-Lüneburg in Celle. Sein Bruder Thomas war gleichfalls Jurist und wurde 1596 Assessor für den Oberrheinischen Kreis am Reichskammergericht in Speyer
Johann Georg von Merckelbach (um 1609–1680), Sohn des Thomas in Speyer, war Amtmann von Badenweiler, dann Hofrat des Markgrafen Friedrich von Baden-Durlach und 1648 dessen Gesandter beim Friedensschluss in Münster

## Adelserhebung und Palatinat ad personam
Am 17. Oktober 1623 wurde Goswin Merckelbach durch Kaiser Ferdinand II in den Adelsstand erhoben und zum Pfalz- und Hofgrafen ernannt.

## Wappen

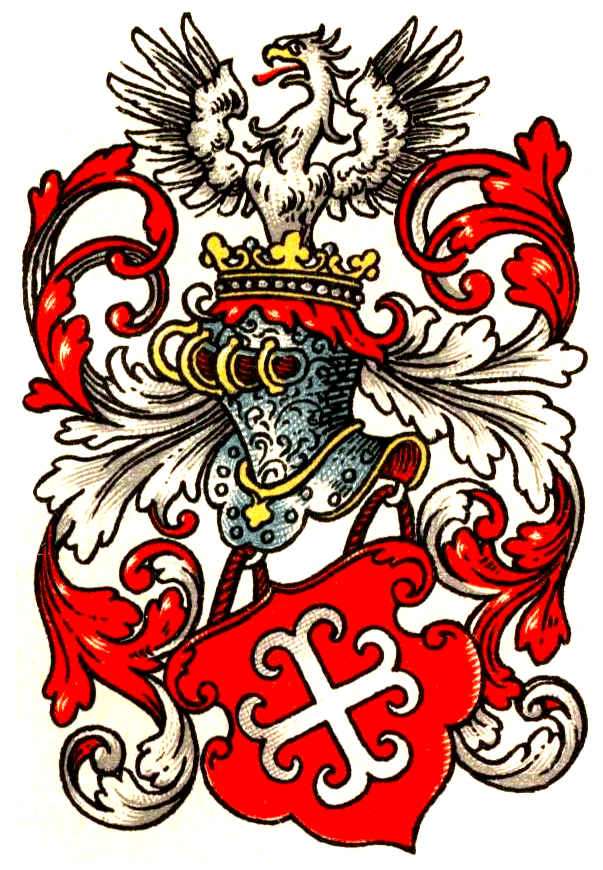
Wappen derer von Merkelbach im Wappenbuch des Westfälischen Adels

Das seit 1385 von allen Familienzweigen geführte Wappen ist aus dem Huynschen Wappen abgeleitet. Es zeigt ein gleichseitiges Kreuz mit je zwei Schlangenköpfen an den vier Enden. Noch heute ist es Bestandteil des Wappens der Limburger Gemeinde Beekdaelen. Die zugehörige Devise lautete: "Esto prudens sicut serpens".
Das Wappen des Soester Familienzweiges zeigt in Rot ein silbernes Ankerkreuz. Auf dem Helm mit rot-silbernen Decken ein wachsender Silberner Adler.

## Weitere Familienmitglieder
- Peter Merckelbach (1599–1678), Bürgermeister von Bielefeld
- Christoph Merckelbach, seit 1601 Tuchhändler und Bankier in Straßburg
- Caspar Merckelbach (1648–1704), Chorherr der Abtei Klosterrath, 1681 Prior der adeligen Frauenabtei Marienthal, 1685 Pfarrer von Hersel
- Antoinette Merckelbach (1835–1913), Ehefrau von Leonard Monheim
- Katharina Merckelbach (1838–1894), Ehefrau von Caspar Giani